# العامودية
العامودية مزرعة في قرية علية عليان في ناحية جب الجراح التابعة لمنطقة المخرّم في محافظة حمص في سورية.